# Tętnice płucne
Tętnice płucne (łac. arteriae pulmonales) – naczynia krwionośne o charakterze tętnic doprowadzające krew z serca do płuc. U kręgowców o wykształconych dwóch krwiobiegach wchodzą one w skład obiegu płucnego.
Ewolucyjnie jak i w embriogenezie tętnice płucne powstają z naczyń szóstego łuku skrzelowego. Pojawiają się już u płucodysznych ryb, np. wielopłetwca, trzcinnika i przedstawicieli dwudysznych. U prymitywniejszych płazów jak salamandra z rzędu ogoniastych zachowują one pełną łączność z aortą, natomiast u bardziej zaawansowanych czworonogów są od niej oddzielone. W nielicznych przypadkach gdy połączenie to zostaje zachowane u form dorosłych określa się je mianem przewodu Botalla. 
U dwudysznych tętnice płucne wychodzą z pętlowato wygiętego stożka tętniczego, natomiast u czworonogów zwykle wychodzą z komory serca wspólnym pniem płucnym. W przypadku zwierząt o podziale komory na prawą i lewą, pień płucny wychodzi z tej prawej. Wyróżnia się lewą (łac. arteria pulmonalis sinistra) i prawą (łac. arteria pulmonalis dextra) tętnicę płucną, wiodące odpowiednio do lewego i prawego płuca.